# 토성 (점성술)

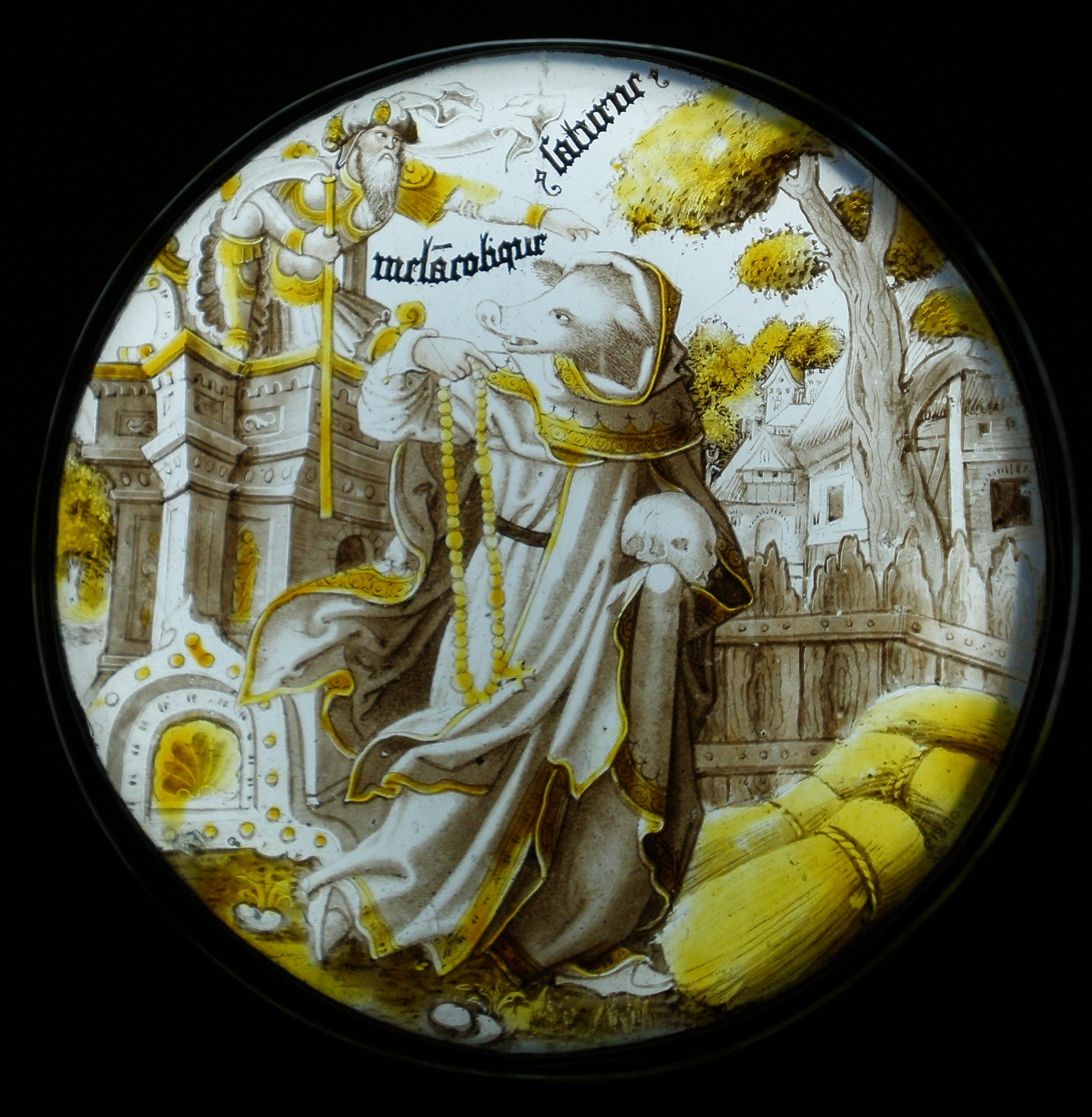
돼지 머리를 한 수사를 몰아내는 토성, 또는 우울증을 사라지게 하는 시간. 빅토리아 앨버트 박물관에 있는 스테인드글라스

점성술의 토성은 언제나 법률의 조문과 연관된다. 그노시스주의자들은 그들이 법률의 엄격한 집행에 사로잡힌 폭군적인 아버지라 여기는 초기 성경의 신과 동일시 되어 오고 있다. 토성과 초기 성경의 신 사이에는 토요일의 사용을 통한 상징적인 관련성이 있다. 토성의 날은 성경의 일곱 번째 날이며 신성한 휴식의 날이다.
1530년경 중세와 르네상스의 학자들은 토성을 고대 의학의 사체액설 가운데 하나인 우울질과 연관시켰다. 의사들과 학자들, 철학자들 그리고 과학자들은 우울 그러나 또한 지혜를 향한 경향을 부여된 강력한 토성의 위치를 갖는 것이 합리화되었다.

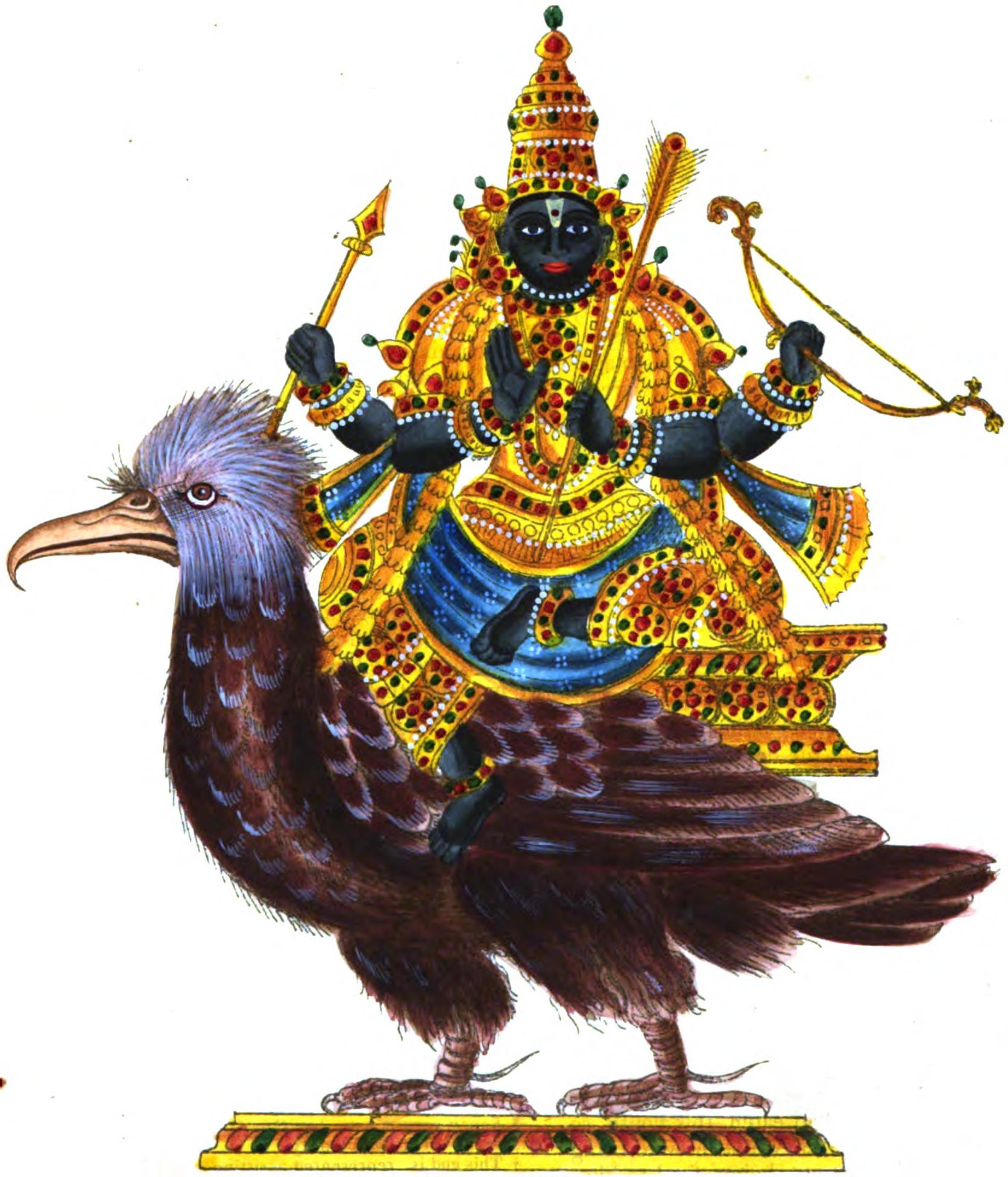
베다 점성술에서의 토성(샤니 데바)

토성의 기능은 (고대 때부터 "대 흉성"이라고 불린) 토성에게 ("대 길성"이라고 불린) 목성에 대해 다소 분극화된 역할이 부여된 수축이다.
힌두 점성술에서 토성과 목성은 본래 중립이지만, 가까운 관계 내에서는 적이 된다고 여겨진다. (하지만, 윌리엄 릴리는 그 관계에 동의하지 않으며, 그들을 동지로 여긴다) 유사하게, 목성이 덥고 (빠르고) 습하다고 (포괄적이라고) 여겨지지만, 토성은 춥고 (느리고) 건조하다고 (분리적이라고) 여겨진다. 빛이 있는 곳에 토성은 어두움을 가져오고, 삶이 있는 곳에 토성은 죽음을 가져오며, 행운이 있는 곳에 토성은 불행을 가져오고 (때때로 잘못된 판단이나 실수에 따른 심각한 결과를 초래하고), 통합이 있는 곳에 토성은 고립을 가져오고, 지식이 있는 곳에 토성은 두려움을 가져오며, 희망이 있는 곳에 토성은 회의론과 구실을 가져온다. 그러나, 그러한 효과가 언제나 부정적이지만은 않다. 토성의 수축과 "결정화"의 속성은 세상에서 견실함을 만든다고 하며, 물리적인 모든 것과 원칙에 지속 가능한 형태를 부여한다. 토성은 목성과 부정적으로 맺어져서가 아니라 토성의 팽창성이 완화되는 원인이 될 때 과잉팽창을 야기하지 않는 유일한 행성으로 여겨진다.
특히 고령의 죽음은 고대 때부터 토성과 연관있다. 때로는 다른 행성에 의해 만들어진 자유가 남용되면 후회가 뒤따른다. 토성의 색깔은 검정이다. 그 원소는 납과 연관된다.
토성은 종종 출생 차트에서 태양처럼 아버지를 의미하는데, 하지만, 일반적으로 그것이 토성과 함께하면 아버지와의 문제를 나타낸다. 토성은 그의 자식들을 그의 뜻대로 만들려 하고 그의 기준에 따르는 삶을 그들에게 강요하는, 독재적이며 군림하려 드는 아버지를 나타낸다. 아이들은 종종 그러한 지배 때문에 "삼켜지게" 된다. 토성의 농경과의 관계는 시간의 본질을 암시한다. 토성은 은퇴와 고령의 "황혼기"를 다스린다.

## 같이 보기
- 점성술의 행성#토성

## 참고 자료
- Guttman, Ariel & Johnson, Kenneth. Mythic Astrology: Archetypal Powers in the Horoscope. Llewellyn Publications.
- Parker, Julia & Derek. Parker's Astrology: The Definitive Guide to Using Astrology in Every Aspect of Your Life (New Edition). ISBN 0-7894-8014-X .
- Woolfolk, Joanna Martine. The Only Astrology Book You Will Ever Need. ISBN 1-58979-377-3